# Amparo (São Paulo)
Pour les articles homonymes, voir Amparo.
Amparo est une commune brésilienne de l'État de São Paulo. Elle est située à 22° 42′ 04″ S, 46° 45′ 52″ O, à une altitude de 674 mètres. Sa superficie est de 446 km2. La municipalité est formée par le siège et les districts d'Arcadas et de Três Pontes.

## Histoire
Au début du XIXe siècle, des familles originaires d'Atibaia, de Bragança et de Nazaré se sont installées dans un district appelé Camandocaia, dans la région du Sertão de Bragança, probablement attirées par la fertilité des terres de la région.
Vers 1824, les habitants de la retraite, avec l'autorisation du vicaire général, construisent une chapelle dédiée à Notre-Dame d'Amparo, qui donnera son nom à la ville.
Le 8 avril 1829, le quartier de la chapelle de Nossa Senhora do Amparo gagne la condition d'une chapelle curée, date qui est officiellement considérée comme la fondation d'Amparo. Avec la croissance des années suivantes, l'agglomération est élevée au rang de paroisse (1839).
L'année 1850 marque le début des plantations de café, un cycle qui permettra d'élever le village de Nossa Senhora do Amparo au rang de ville en 1863.
De 1870 à 1875, Antônio Pedro et José Pedro de Godoy Moreira (frères de João Pedro de Godoy Moreira - fondateur de la ville de Pedreira/SP - et oncles maternels de l'intendant Damásio Pires Pimentel), ont été les premiers électeurs d'Amparo, puisque dans "l'ancien régime" il y avait le système des élections indirectes et quelques contributeurs ou électeurs donnaient le droit à la nomination d'un électeur, qui les représentait dans le collège électoral, dans les élections provinciales et générales.
Par une loi provinciale promulguée en 1873, il a été créé le District d'Amparo, avec les termes joints de Socorro et Serra Negra.
Lors de la consécration de l'église mère en 1878, l'image de Notre-Dame d'Amparo fut intronisée, apportée de la ville portugaise de Porto sous le patronage de la baronne de Campinas, Anna Cintra.
Au cours des décennies suivantes, la ville prospère grâce au café, obtient le service de la poste, inaugure un journal ("Tribuna Amparense"), s'éclaire avec des lampes à paraffine et la Compagnie de chemin de fer Mogiana, pour drainer sa production croissante de café vers le port de Santos.
En 1878, Amparo reçoit la visite de Pierre II, qui est hébergé par le baron de Campinas, une ville déjà considérée comme le plus grand producteur de café de l'empire brésilien.
Le 8 septembre 1885, le Club 8 de Setembro, traditionnel club social et culturel de la ville, est inauguré.  Le Dr Bernardino de Campos, l'un de ses fondateurs, a été élu son premier président.
Sous l'administration (de 1897 à 1899), du capitaine Damásio Pires Pimentel, l'éclairage électrique de la ville a été inauguré le 8 mai 1898. Par la loi nº 2886 du 03 avril 2003, la mairie d'Amparo, lui rendant hommage, a donné son nom à une rue de la ville : la rue Intendente Damásio Pires Pimentel.
Dans la deuxième quinzaine de 1902, le juge Dr. Flavio Augusto de Oliveira Queirós prend en charge le comté, étant lui le magistrat à rester plus longtemps dans le système judiciaire d'Amparo - environ 20 ans. Le Dr Flavio a également été président du club 8 de Setembro dans les années 1904 - 1914 - 1915 - 1919 - 1921. Il s'est marié dans cette ville le 26 mars 1904 avec Julieta Goulart Penteado Pimentel (Yaya), fille de l'intendant Damásio Pires Pimentel.
Dans les années 1920, l'ancienne église mère, aujourd'hui la cathédrale Nossa Senhora do Amparo, selon le projet de l'ingénieur civil Amador Cintra do Prado, petit-fils du baron de Campinas, est radicalement réformée, ses murs étant renforcés et ses tours terminées.
Cette projection s'est maintenue jusqu'à la deuxième décennie du XXe siècle, lorsque la grave crise du café (1929) a entraîné une crise et une stagnation économique dans la ville. C'est cette même année que le secrétaire à la justice de l'État de São Paulo, Artur Piqueroby de Aguiar Whitaker, dans un discours, a désigné la ville comme la "Fleur de la Montagne".
En 1932, Amparo est l'une des étapes importantes de la révolution constitutionnaliste.
Ce n'est qu'à partir de 1940 que la stagnation économique provoquée par la crise du café commence à s'inverser, avec l'émergence, encore timide, de l'activité industrielle.

## Stations hydrominérale
Amparo est l'une des 11 municipalités de l'État de São Paulo considérées comme des stations hydrominérales par l'État de São Paulo, car elles remplissent certaines conditions préalables définies par la loi de l'État. Ce statut garantit à ces municipalités un budget plus important de la part de l'État pour la promotion du tourisme régional. En outre, la municipalité acquiert le droit d'ajouter à son nom le titre de Station hydrominérale, terme par lequel elle sera désignée à la fois par le bureau officiel de la municipalité et par les références de l'État.

## Démographie
| Évolution de la population (municipalité) | Évolution de la population (municipalité) | Évolution de la population (municipalité) | Évolution de la population (municipalité) |
| Année                                     | Population                                |                                           | %±                                        |
| ----------------------------------------- | ----------------------------------------- | ----------------------------------------- | ----------------------------------------- |
| 1920                                      | 47 713                                    |                                           |                                           |
| 1940                                      | 35 239                                    |                                           | −26,1%                                    |
| 1950                                      | 26 965                                    |                                           | −23,5%                                    |
| 1960                                      | 28 636                                    |                                           | 6,2%                                      |
| 1970                                      | 31 908                                    |                                           | 11,4%                                     |
| 1980                                      | 41 603                                    |                                           | 30,4%                                     |
| 1991                                      | 50 797                                    |                                           | 22,1%                                     |
| 2000                                      | 60 404                                    |                                           | 18,9%                                     |
| 2010                                      | 65 829                                    |                                           | 9,0%                                      |
| 2022                                      | 68 008                                    |                                           | 3,3%                                      |
| ,                                         |                                           |                                           |                                           |

## Géographie

### Climat
Le climat de la ville d'Amparo est tempéré avec des températures douces (température annuelle moyenne de 21 °C), des étés pluvieux et des hivers secs.
| Mois                              | jan. | fév. | mars | avril | mai | juin | jui. | août | sep. | oct. | nov. | déc. | année |
| --------------------------------- | ---- | ---- | ---- | ----- | --- | ---- | ---- | ---- | ---- | ---- | ---- | ---- | ----- |
| Température minimale moyenne (°C) | 19   | 19   | 19   | 17    | 14  | 13   | 12   | 13   | 15   | 17   | 18   | 19   | 14    |
| Température maximale moyenne (°C) | 28   | 29   | 28   | 27    | 24  | 23   | 24   | 26   | 27   | 28   | 28   | 28   | 27    |
| Précipitations (mm)               | 219  | 182  | 134  | 71    | 56  | 43   | 29   | 36   | 109  | 110  | 136  | 200  | 1 108 |

## Religion
Le christianisme est présent dans la ville comme suit:

### Église Catholique
L'église catholique de la commune fait partie du Diocèse de Amparo.

### Église Protestante
Les croyances évangéliques les plus diverses sont présentes dans la ville, principalement pentecôtistes, notamment les Assemblées de Dieu brésiliennes (la plus grande église évangélique du pays),, Congrégation Chrétienne au Brésil, entre autres. Ces dénominations se développent de plus en plus dans tout le Brésil.